# Classe San Giorgio
Classe San Giorgio é uma classe de três navios de assalto anfíbio (San Giorgio, San Marco e San Giusto) da Marinha da Itália, desenvolvidos pela empresa Fincantieri.

## Navios na classe
| Nº na amurada                           | Nome               | Construtor         | Comissionado em    | Estado             |
| Classe San Giorgio                      | Classe San Giorgio | Classe San Giorgio | Classe San Giorgio | Classe San Giorgio |
| --------------------------------------- | ------------------ | ------------------ | ------------------ | ------------------ |
| L9892                                   | San Giorgio        | Fincantieri        | 1987               | Em atividade       |
| L9893                                   | San Marco          | Fincantieri        | 1988               | Em atividade       |
| L9894                                   | San Giusto         | Fincantieri        | 1994               | Em atividade       |
| Navio improvisado da classe San Giorgio |                    |                    |                    |                    |
| -                                       | Kalaat Béni Abbès  | Fincantieri        | 2014               | Em atividade       |